# Meho Kodro
Mehmed Kodro, mais conhecido como Meho Kodro (Mostar, 12 de Janeiro de 1967), é um treinador e ex-futebolista bosníaco. Atualmente, dirige a Real Sociedad B. É pai do também futebolista Kenan Kodro.

## Carreira

### Jogador
Kodro iniciou sua carreira profissional no pequeno Velež Mostar, em 1985, aos dezoito anos. Permaneceu durante seis temporadas no clube, tendo grande destaque. Antes da Guerra Civil Iugoslava estourar, assim como fizeram muitos jugadores balcânicos (Mijatovic, Kovacevic, Vlaovic, Milosevic, Gudelj, dentre outros), imigrou para Espanha e se transferiu para o Real Sociedad. No clube de San Sebastián, viveu seus melhores momentos na carreira, principalmente, na temporada 1993-94, onde lutou pela artilharia do país (acabou em terceiro) e, na temporada seguinte, onde terminou em segundo na artilharia.
Atacante respeitado devido seus feitos no Real Sociedad, acabou sendo contratado pelo Barcelona, para a difícil missão de substituir o brasileiro Romário. No entanto, com a saída do neerlandês Johan Cruijff (responsável por sua contratação), e suas lesões durante a temporada, não conseguiu repetir as duas temporadas passadas vividas em San Sebastián. Kodro passou um ano no Barcelona e fez apenas oito gols com a camisa blaugrana.
Não aprovado pela diretoria e com a chegada de Ronaldo (outro fenômeno brasileiro na época), acabou sendo liberado para o Tenerife, também da Espanha, que perdia Pizzi para o próprio Barça. Permaneceu durante três temporadas, mas não apresentando o mesmo futebol de antes. Apesar disso, ainda foi contratado pelo Deportivo Alavés, onde também não conseguiu viver bons momentos durante sua única temporada no clube. Por fim, acabou indo para o israelense Maccabi Tel Aviv, onde não chegou a disputar dez partidas durante uma temporada e, acabou anunciando sua aposentadoria do futebol, aos 35 anos.

#### Seleção
Poucos meses antes de se transferir para o Real Sociedad, disputou duas partidas pela seleção da Iugoslávia. Mais tarde, acabou sendo convocado novamente para a seleção, mas agora, para a Bósnia e Herzegovina, quando eram ainda meros coadjuvantes de iugoslavos. Durante quatro anos, disputou apenas treze partidas, marcando três gols, mas nem por isso deixou de ganhar prestígio na Bósnia.

### Treinador
Após cinco anos longe do futebol, em 2006, acabou aceitando um convite para ser assistente de Bakero no Real Sociedad, onde viveu seus melhores momentos no futebol. Em 5 de janeiro de 2008, acabou recebendo um convite para treinar a seleção da Bósnia e Herzegovina. No comando da seleção, permaneceu apenas cinco meses. Acabou sendo demitido do comando em 26 de maio, após recusar-se a disputar um amistoso contra o Irã.
Em seguida, foi contratado como novo treinador das categorias de base da Real Sociedad, onde esteve dois anos antes como assistente da equipe principal. Após dois anos nas categorias de base, foi "promovido" como novo treinador da equipe B.